# 小島よしお
小島 よしお（こじま よしお、1980年（昭和55年）11月16日 - ）は、日本のお笑いタレント、登山家。本名及び旧芸名、小島 義雄（読み同じ）。サンミュージックプロダクション所属。欧米アジア語学センター副校長。
身長178 cm、体重70 kg。血液型O型。既婚。1児の父。

## 略歴

### 生い立ち
沖縄県島尻郡久米島町で北海道出身の父と沖縄県出身の母の間に生まれた。小島家の先祖は尾張国丹羽郡入鹿村（現在の愛知県犬山市で犬山藩領）の虫鹿神社の神職であったが、明治維新後の社家世襲廃止令により職を失ったため新天地北海道に移住した。千葉県千葉市稲毛区で育つ。
千葉市立都賀小学校、千葉市立都賀中学校、千葉市立稲毛高等学校卒業。子供の頃から腕白で、目立ちたがり屋で、小学校では帰りの会でコントをやったり、高校ではワンダーフォーゲル部に所属し山頂で謎の踊りを披露し、卒業式では全校生徒の前で勝手に歌を歌ったりと、人を驚かせるのが昔から大好きだったという。
父の小島孝之は民社党の職員として勤める傍ら、国政選挙にも6回立候補した経歴を持つ人物であったが、いずれも当選することはできなかった。
1994年、民社党が解党すると父は無収入となり、父の単身赴任先ではガスや水道も止められるなど、一家の生活は困窮した。だが、母が千葉市で沖縄料理店を開業し、家計を助けた。小島自身も母の手伝いなどもあって、沖縄料理を作ることができる。

### 大学以降
高校卒業後は一年間の浪人生活を経て、2000年に早稲田大学教育学部国語国文学科に入学(商学部にも合格)。千葉俊二ゼミに所属。
岩崎宇内に誘われて大学時代はサークルの中のコントグループ、WAGEのメンバーとして活動。同グループの一員としてアミューズにも所属した。メンバーにはかもめんたるの2人と手賀沼ジュンがいた。WAGEは素人でMXに出てコントをやっており、表現者としての道を真剣に意識し出したのがこの頃だったという。
大学時代は宮崎宣子らと同じサークルに属していた。2006年に卒業。寝坊癖のせいで単位が取れず、大学時代に2年留年を経験している。当時はオーディションを受けるなど、とにかく芸の世界に入りたいと思っていたが、大学卒業と同時期にWAGEが解散してしまい、これからどうしようかと途方に暮れていたこともあったという。
芸人を辞めようかと迷いながら、「周囲の助言により何とか続けられた」、「人の意見を素直に聞くことが成長に繋がった」等と語っている。

### ブレイク
2007年5月の第5回お笑いホープ大賞で決勝進出し、激励賞を受賞。
2007年5月25日放送の『ぐるぐるナインティナイン』や『笑いの金メダル』に出演したことが、ブレイクの契機となった。『ユーキャン新語・流行語大賞2007』に、「そんなの関係ねぇ」と「オッパッピー」の二つが大賞候補60語にノミネートされ、このうち「そんなの関係ねぇ」がトップ10を受賞した。
小島によればピーク時の月収は1200万円であったが、翌年には仕事が減り始め、「一発屋」の一人として挙げられるなど、やや不遇な時期が続いた。お笑いの先輩のアドバイスもあり、2011年からは子供向けのライブなどを精力的に行い、その後徐々にファン層を広げた。一時は自分自身を模索する中で「そんなの関係ねぇ!」を封印した時期もあったが、2016年3月6日放送のR-1ぐらんぷりでは「そんなの関係ねぇ!」を中心としたコジマリオネットのネタを披露し、準優勝になった。
2016年7月18日、小松愛唯と結婚。
2020年4月には自身のYouTubeチャンネルで「おっぱっぴー小学校」を開講。型破りな「授業」が面白い上に分かりやすいと評判を呼んだ。
2023年4月8日放送のTBS『オールスター感謝祭』の名物企画「赤坂5丁目ミニマラソン」で、挑戦16年目にして初優勝を果たした。
2024年2月に第1子である長男の誕生を公表。

## 人物
- 高校の先輩に漫画家のつの丸、後輩にAKB48の入山杏奈がいる。

- 上記の通り、沖縄県出身となっているが、物心付いた頃には千葉市で生活していたため、『秘密のケンミンSHOW』では千葉県民として出演したことがある。

- 一時は小学校の教師になる夢を抱いていたが[7]、WAGEの活動のため教育実習が行えず[15]、教員免許を取得してはいない[16]。しかし、その後も「勉強嫌いな子を作りたくない」「資格を取るための勉強をしたり、大人になっても勉強は全然終わってません。大人になってからお金を払って嫌いな勉強をするくらいなら、子どもの頃から勉強は好きなほうがいい」という思いを持っており[17]、自身のYouTubeチャンネルで小学生向けに算数を教える動画を投稿し、好評を博している[16][18]。

### 親族
- 父の小島孝之は、かつて民社党の職員であった[3]。また、国政選挙に民社党や民主党公認で、千葉県選挙区や旧千葉1区、千葉4区から計6度立候補したことがあるが、結果はすべて落選[3]。千葉県議選にも出馬したが、小島によると「プリティ長嶋は当選したがうちの親父は落ちた」とのこと[19]。小島は父について「オヤジが何度も国政選挙に立候補していたので、選挙カーにも乗りました。ただ、結局一度も当選せず、選挙の度に借金をする。家で政治は禁句。『選挙＝家族が不仲になる』というネガティブなイメージがあるのも事実です」と述べている[20]。孝之は民社党時代には、ベトナム難民支援事業を長年続け、1997年には語学学校『欧米アジア語学センター』を設立。同校は小島よしおも副校長を務めている[3]。2011年からはチベット・ウイグルなどの人権民主化支援をする団体の事務局長を務め、2021年1月に「アジア民主化運動」を設立し代表に就任。同年には「人権なき2022北京オリンピックボイコット」の集会や街頭演説を主催するなど現役で政治活動を続けている[3]。
- 小島の母は、かつて千葉市で沖縄料理店を経営しており、後に千葉市長や千葉県知事を務める熊谷俊人はその店の常連客であった[21]。小島のブレイク後、母はほどなく千葉の店を閉店しており、その後沖縄に帰郷し、沖縄料理店を営んでいる[22]。
- 二つ年上の兄がいる[23]。

### 趣味
- かなりの漫画好きであり、自身のラジオ番組では漫画に関する専用コーナーを立ち上げた。特に好きな作品には『おぼっちゃまくん』、アニメでは『獣神ライガー』、『ミラクルジャイアンツ童夢くん』等を挙げている。またオカズにしたことがあるアニメキャラは『きんぎょ注意報!』のわぴこを挙げている。
- 体型は見かけ倒しではなく、ベンチプレスは95kg（フォームはJPA公式ルールだと失格）まで持ち上げることができる。シェイプもアメリカのプロボディビルダー、メルビン・アンソニーが来日した時に小島の出演していたテレビ番組を観てその絞られた体を褒めたほどである。本人はブルース・リーのような締まった肉体が理想と語っている。

## エピソード

### 交友関係
- WAGE時代からポルノグラフィティの新藤晴一と交遊があり（WAGE時代に同じアミューズに所属）、新藤の野球チーム「桜ヶ丘クロゴス」にも所属している。また、新藤がパーソナリティーを務めるラジオ「カフェイン11」にゲスト出演したことがある。
- PerfumeとはWAGE時代からの顔見知り（WAGE時代に同じアミューズに所属）。Perfumeのレギュラー番組『HAPPY!』では久々の再会を果たした。
- WAGE時代の事務所・アミューズの大先輩にあたるサザンオールスターズの桑田佳祐は、小島の事を気に入っており、2007年8月26日に放送された「Music Lovers 夏の終わりの桑田まつりスペシャル」(日本テレビ、2007年8月20日に神奈川県横浜市の赤レンガパーク特設会場で行われたシークレットライブの模様を放送)の中で、冒頭から当時流行していた「そんなの関係ねぇ!」を連発していた[24]。また、2015年のサザンのライブ「おいしい葡萄の旅」の日本武道館公演のMCではメンバーの野沢秀行が「そんなの関係ねぇ!」をやっている[注 1]。

### 芸人デビュー前
- 母校の稲毛高校では野球部に所属し、投手を務めた[23]。第94回全国高校野球選手権千葉大会の2回戦（対拓大紅陵戦）にて、海パン一丁で母校の千葉市立稲毛高校の応援を行っていた[25]。
- 大学浪人時代は夏まではアルバイトをしたりなど、受験勉強をあまりしていなかったが、夏から気持ちを入れ替え1日16時間近く勉強をしたとのこと[26]。
- 広末涼子とは大学時代同じ学部・学科である。広末は同い年だが現役入学なので1学年上だった（広末は後に中退）。小島によれば広末とは親交は無かったものの、既に有名人だった広末と仲良くなるために広末だとは知らないふりをして隣に座り、WAGEのライブのチラシを渡したことがあった[27]。後に芸能界の現場で広末と再会し、当時のことを覚えてるかと質問した際に広末は覚えていて、広末を知らないふりをしていたことも見透かされていた[28][29][30]。

### 芸人としてデビュー後
- 当初の芸名は本名そのままの「小島義雄」だったが、親交のあるフジテレビの双川正文（元GOGO丸サンキュー→ピン芸人「ふたじろう」）に「小島よしお」と平仮名にした方がいいと言われ、改名した。
- ネタ内で「うちのじいちゃんブラジル人」というフレーズを、特に初期の頃は多く使っていたが、実際には祖父はブラジル人ではなく、あくまでもネタである。
- かつて2005年頃は、アフロヘアーだった頃もあった[31][32]。
- 「おっぱっぴー」の本当の起源については諸説ある、日本たばこ産業 (JT) の地球温暖化防止キャンペーン広告には「Only Panty Pickup（オンリーパンティーピックアップ、パンツしか穿きません）」というパロディがあった。
- 英語が堪能で、英語力を「世界番付」で検証した際には、「おっぱっぴー（Hi Oppappi）」の意味を聞かれた際、みんなを笑顔にできる「みんなハッピー（All people happy）」のことだと説明していた。
- 『クイズ!ヘキサゴンII』では、波田陽区・金剛地武志・ダンディ坂野と「一発屋2008」を、岡田圭右・波田陽区と「スベラーズ」を結成、CDデビューを果たしている。
- ジャマイカのレゲエDJのPATEXXが自身の曲「japaneeze dance ft cutty」で「おっぱっぴー」や「そんなの関係ねぇ!」を取り入れている。これらは自身のMySpaceのページ   で無料試聴することができる。さらに2008年にはアメリカのヘヴィメタルシンガーアンドリューW.K.が、「そんなの関係ねぇ!」「おっぱっぴー」を連呼する「そんなの関係ねぇロック」を着うた限定でリリースした。
- 2007年に小島のギャグから名前がつけられた「ソンナノカンケーネ」という競走馬が中央競馬でデビューした[注 2][33][34]。
- 原宿竹下通りに位置するお笑いライブハウス『ラスタ原宿』の設立に1千万円投資した。ライブハウス側はこの功績に謝意を示し、そのネーミングの一部に小島のギャグである「ラスタピーヤ」の一部である「ラスタ」を取り入れた。
- 小道具やフライヤー等の製作は、事務所の後輩の新鮮なたまごが行っている。あまりに便利なため彼らを「新鮮な便利屋」と評した。
- 2017年3月8日、都内で「小島よしおパワフル体操教室」を行い、同じ裸芸で「R-1ぐらんぷり2017」を制したアキラ100%を祝福した。「うれしかった。同じ裸として応援してました。全力で乗っかりたい。『よしお100％』っていう名前にしようかな」とコメントし、アキラの芸について「あの人はプロ。未熟なまま、まねしたら絶対セクハラ。まずは僕みたいな海パンを履いてやったほうがいい」と尊敬の意を表した[35]。
- 番組やイベント出演の際は海パン一丁のコスチュームが主であるため、マイクはヘッドセット型を使う事が多くなっている。
- ジャマイカのロケに行った際、カバンに海パンしか入っておらず税関で怪しまれた。税関職員に「職業は？」ときかれ、小島はコメディアンだということを信じてもらおうと「ウェ〜イ！！」と持ちネタのギャグを見せたが、危ない薬をやっていると思われて、別室へ連れていかれた事がある[36]。
- 2023年4月29日、日本のプロサッカーチームのセレッソ大阪の試合前イベント「WAKUWAKUステージ」で自身のネタを披露、キックオフ前には海水パンツ一丁で審判団や両チームの選手とともに入場、審判団に混ざって整列した[37]。翌年も招待された。この際にはファンが入場する際のチケットチェック音が小島よしおの「ピーヤ」「ウェ～イ」の声が出る仕様に変更された。一般チケットは「ピーヤ」、小中チケットが「ウェ～イ」の設定となっており、ファンがチケットを差し出し、係員が機械をかざす度に、小島よしおの声が鳴り響く光景が繰り広げられることになった。また小島よしおは当日、番組収録中に階段を踏み外して足をぐねった影響で、右足小指を骨折した状態で登場した[38][39]。

## 芸風
筋肉質な体を強調するようにブーメランパンツ一丁の姿で登場することが多い（いわゆる「裸芸人」）。2008年10月31日放送分『ぐるぐるナインティナイン』では、自分と同じブーメランパンツを着用した所属事務所の後輩芸人達（あんぺあ、フィフティーカーニバルなど）を引き連れて「小島よしお&ブーメランズ」として出演したこともある。

### 「そんなの関係ねぇ!」
『ユーキャン新語・流行語大賞2007』トップ10に入賞。小島をスターダムにのし上げたもっとも代表的なネタ。
最も多用する流れは以下のようになる。
1. まず体験談などを話す、小ネタをやって見せたりするなどの前振りを行う。
2. 先にオチを言ってしまったり、途中で言葉や立つ位置を間違えると失敗に気付き「あー…下手こいたーー!」と落ち込んで床にひざまずき頭を垂れる。
3. すかさずBGMが流れだし、リズムにあわせて尻を高く突き上げたあと勢いよく立ち上がる。そして軽快な音楽に合わせてネタを始める。最初は「ウィー!」「ホラホラホラホラ!」、あるいは両肩を揺らしながら「揺れてるよー！」などから始まる。
  - 尺が短い場合はBGMを流しながら登場して、ネタを始めることもある。
4. 先の失敗を受けて「ア、ソレ、ア、ソレ、ア、ソレソレソレソレ、○○○、（だけども だっけぇど）、×××、でもそんなの関係ねぇ！ でも そんなの関係ねぇ！！でも そんなの関係ねぇ！！！」と利き腕の左腕を、こぶしを握り締め振り下げる。
  - 「だけども だっけぇど」の部分は省略することもある。
  - 「でもそんなの関係ねぇ！」の振り付けは藤井隆「ナンダカンダ」のサビ部やポケットビスケッツ「YELLOW YELLOW HAPPY」の冒頭部とほぼ同じだが、肘を曲げたワンハンド・ダンベル・ローイングスタイルである。また、小島自身も振り付けが似ていることを、2007年11月17日放送分『エンタの神様』でネタにした。
5. その後続けて白目をむきながら左腕と右脚を斜めに伸ばして“イ”に似たポーズを取り、「はい（セイ(say)）!おっぱっぴー」と叫ぶ。
  - 傾向としては、『ぐるぐるナインティナイン』では「セイ！おっぱっぴー！」、その他の番組では「はい！おっぱっぴー」と言うことが多い。
  - 「おっぱっぴー」は"Ocean Pacific Peace"だと本人により語られたこともある。
6. 「チントンシャンテントン、チントンシャンテントン」と唱えながら軽妙な踊りを見せる。
  - 元々は三味線の擬音を表現したもの。ただし、2007年に『東貴博のヤンピース』へゲスト出演した際、アニメ『少年アシベ』の主題歌「まかせて!チン・トン・シャン」から採ったという発言もしている。このフレーズを間に挟むことで、激しい動きによりあがった息を一旦整え、次に備えるブリッジとしての役割も兼ねているようである。[独自研究?]

というもの。「でも『そんなの関係ねぇ!』×3→『はい!おっぱっぴー』→『チントンシャンテントン』×2」が基本の流れとなるが、短いネタを連発するときはこの限りではない。最近は「はい!おっぱっぴー」→「ウィー」という流れが多い。

そんなの関係ねぇ！
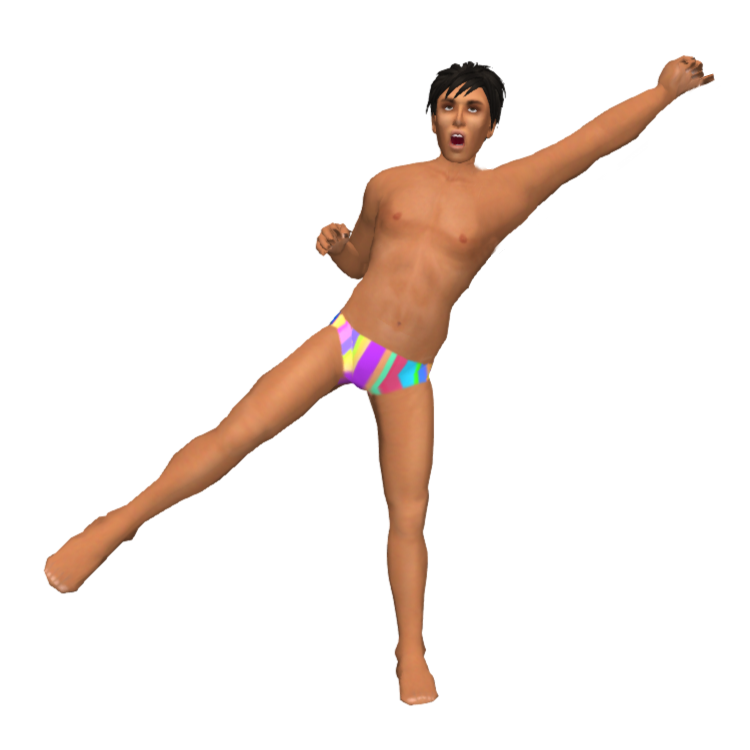
おっぱっぴー

BGMは初期はWoodyの「hype 'o' tek」、TWIN PITCHの「GHETTO BLASTER」を使用、いずれもDJ TASAKAのミックスアルバム『DJ Tasaka Presents Mix Of Colors』収録。この2曲をノンストップで編集したものを演奏）。2011年現在は元さくらんぼブービーの木村圭太（苺森圭太）リミックスによる「小島よしお Episode I / Episode II」を使用している。イントロは前者が1小節、後者のうち「I」は3小節、「II」は2小節である。
初期の頃はネタの途中におかしくなることがあり、オチに繋がらずに終了してしまったり、また「はい!おっぱっぴー」ではなく、「○○○おっぱっぴー」と言っていた。2007年5月に行われた「第5回お笑いホープ大賞」で準決勝（B組）に進出した際、ネタ見せのオチは「暗転下さいおっぱっぴー」だった。司会者に「『おっぱっぴー』ってなんですか?」と質問されると、さも「当然でしょう」と言わんばかりのしたり顔で「オーシャン・パシフィック・ピース（太平洋に平和を）」の略だと答える所までがネタ。太平洋の英語での表記は（The）Pacific ocean（パシフイック オーシャン）であり、本人は太平洋のことを英語では Ocean Pacific であると勘違いしていたことを述べている。
ネタが誕生したきっかけについては、学生時代DJだった先輩（さくらんぼブービーの木村圭太）がいきなりマイクを振ってきたが、面白いことを言えなかったときに「そんなの関係ねぇ!」という言葉がとっさに思いついたことがきっかけという。
このネタには明確な終わり方が存在せず、スタッフの判断や、小島本人があらかじめ決めておいた時間に音楽が止まり、その時点で終了となる形をとっている。そのため音楽が止まらなければギャグを言い続け、また話すことがなく、間をつなぐ時などは両手を軽く開いて肩をすくめて左右交互に前後にゆすり、どさくさ紛れに共演者に近づきながら「ウィー!」と言う。「ウィー」の応用的用法として、共演者が「僕、昨日家でWiiしてました」というものや、小島が肩を揺らしながら「ウィー!」とボケる、というものがある。
『爆笑レッドカーペット』では1分という制限時間内にネタを披露するため「おっぱっぴー! 終わり!」と自らネタを締めたり、「はい、おっぱっぴー! 流して!」とステージ上のコンベアを動かすよう促したりしている。『エンタの神様』では当初「でも、そんなの関係ねぇ!」と連呼している間に照明が落ちて強制終了というのがパターンとなっていた。2011年現在では趣向が変わり「○○○○ ○○○○　魔法の言葉　おっぱっぴー」でネタを締めて終了になっている。
プロ野球チームなどのマスコットが「そんなの関係ねぇ!」の芸を真似ることも少なくない。特に中日ドラゴンズのマスコットのドアラが代表格とされ、動画サイトにも掲載されている。

### その他のギャグ
ゲストや周りにいる人に「筋肉、ナイスですね」と言わせ、親指を頭の上に立て「ナイス! ナイス! ナイスタカラッターナイス!」と言わせるものがある。また、まれに最後の「ナイス!」が「コン!」（影絵の狐をつくりながら）や「おにぎり!」（拳をグーにして）などに変化することがある。
また、全身をブラブラさせながら体の各所をパーカッションのように叩き「ラッタラッタピーヤ ラスタピーヤ」などと踊り歌いつづけるものや、行進しながら「何の意味もない!! 何の意味もない!!」（締めは「ハイ、ズイズイズイー」）と叫ぶものもある。
2009年初頭から、ゲストや周りにいる人から「大丈夫?」と振ってもらった後、手を頭の上でたたきながら、「ダイジョブダイジョブー、ダイジョブダイジョブー…」とリズミカルに繰り返し、「ハイ、ラスタラウェイ!」と叫び（右足を45度に傾けながら右手を敬礼風にこめかみに当て）、「ヤカシャカランランラン…」とグーにした手を上下させながら自身は左右に動くというものもある。「ラスタラウェイ」とは「Last Around Way」のことであり、「最後の遠回り」という意味とのこと。これは一種のすべり芸であり、また周りの人間に触れて伝染させる形式である。なお、伝染ギャグという形ではFUJIWARAの原西孝幸の「ポクチン」や、ペナルティのワッキーの「オバケの救急車」がある。この伝染形式はまだ、終わらせ方が決まっていないため、同年2月18日・25日放送分『クイズ!ヘキサゴンII』において、同番組の携帯サイトで終わらせ方を公募することが発表された。そして同年3月18日放送で、約3,000通集まったと発表。その中から幾つかやるがスベった感じになってしまい、再度公募されることとなった。
また、「ウィリアム・テル序曲」に乗せ乳首を両手で隠したり見せたりしながら「パッパカパッパカパイパイパイ、パカパッパカパッパカパイパイパイ、パカパッパカパッパカパイパイパイ、パカパーッパカパイパイパイ」と踊るギャグもある。
他にも「なんかちょーだい」「コジマリオネット'」「90度ー90度ーここ（膝など）の角度は90度ー」といったギャグがあり、上記のギャグと合わせて『ケロロ軍曹』のエンディング「だいじょうぶスッポンポン・フレンド」でいくつか見ることができる。ゴリラ漫談という関西弁で喋り、すぐにバナナを欲するというネタもある、ちなみに「なんかちょーだい」はポルノグラフィティの晴一のイチオシギャグをHEY!HEY!HEY! の出演したとき披露した。また、ドリームビジョンと言う番組では、パ行の言葉はヒットしやすいなどの分析を元に「ポーラ」や「パイス」と言うギャグを考案した。

## 出演

### テレビ

#### レギュラー
- 小島よしおのペコペコグルメ（BS12で不定期再放送中）
- キン・ドニーチ（2022年4月 - 、テレビ愛知）
- 竹島宏の旅はハッピー オッパッピー（2023年6月17日 - 、チャンネル銀河） - 竹島宏と共演[41]
- newsおかえり（ABCテレビ）- 金曜日コメンテ－ター
- news zero（2025年1月9日 - 、日本テレビ）- 木曜日パートナー[42]

#### 準レギュラー
- 炎の体育会TV（TBS）
- 東大王（TBS）
- 朝生ワイド す・またん!（読売テレビ） - 月曜ゲスト
- 萩原利久のwkwkはぎわランド（フジテレビ）

#### 過去の出演
- コスモ★エンジェル（2002年8月8日、東海テレビ・BSフジ）
- 相葉マナブ（2013年4月21日 - 2015年12月6日、テレビ朝日） - サポートメンバーとして不定期で出演。
- スポッち!（2016年4月 - 2018年3月、東北放送）
- クイズ!ヘキサゴンII（2007年12月 - 2011年9月、フジテレビ） - ヘキサゴンファミリーの一員として出演。
- 天才てれびくんYOU（NHK Eテレ） - 現地調査員「小島4級」として出演。

##### レギュラー出演
- 森田一義アワー 笑っていいとも!（2007年10月23日 - 12月25日、フジテレビ） - 火曜日の仮レギュラーだったが、同年12月26日放送の『笑っていいとも!特大号』で仮レギュラーを降板。
- ラジかるッ（日本テレビ） - 「小島・宮崎の夕刊ワセダ」のコーナー
- 世界制服!竹山塾（テレ朝チャンネル）
- 小島×狩野×エスパー3P（2010年4月 - 6月、TOKYO MX）
- 小島よしおのズイズイパラダイス（2010年4月 - 6月、テレビ岩手・青森放送） - テレビ初の冠番組。
- 小島よしお的!グルメいただきマッチョ
- メレンゲの気持ち（日本テレビ） - 「ビューティフルライフ」のコーナーに麒麟、ハリセンボンなどと交互に出演。
- おはスタ（2011年4月4日 - 2014年3月31日、テレビ東京） - 毎週月曜日レギュラー[注 3]
- 短歌de胸キュン（NHK Eテレ）
- ぐるぐるナインティナイン（日本テレビ） - 「おもしろ荘へいらっしゃい!」コーナーレギュラー
- おなちゅう（メ〜テレ）
- 小島よしお&狩野英孝のチャリお遍路[43]（ 2018年4月8日 - 2019年3月17日、BS12 トゥエルビ）
- サタデーウォッチン!（2018年4月 - 2023年3月、東北放送）
- こどもチャンネル　げんきっず！（2020年10月 - 2022年12月30日、静岡第一テレビ）
- めざまし8（2021年4月5日、フジテレビ） - コメンテーター

##### クイズ番組
- ネプリーグ（フジテレビ）
  - 2007年10月1日 ピン芸人チーム
  - 2008年2月4日
  - 2011年2月7日 ネプチューンチーム
  - 2012年1月2日
  - 2012年2月20日 チーム早稲田
  - 2012年10月1日 早稲田大学チーム
  - 2024年4月22日 名門大チーム

### BS・CS・インターネット放送
- コスモ★エンジェル　第15話「夏のアバンチュール マル秘大作戦」（2002年8月8日、BSフジ）
- BSブランチ（BS-i）
- 大爆笑!!サンミュージックGETライブ（日テレプラス）
- ぼくよしぴーだよおっぱっぴー（日テレプラス）
- 世界制服!竹山塾（テレ朝チャンネル）
- GyaOジョッキー 超サンミュージック（GyaO）おっぱっぴーナイト（月一回）
- お台場お笑い道（フジテレビONE）
- ぴーやナイト（2011年7月22日(#1) - 2015年2月13日(#44)　/月1回、ニコジョッキー）
- 腹筋ドッカンTVキャンペーン（2014年7月 - 9月、ディズニーXD）
- アベマショーゴ（2016年12月5日 - 2017年3月24日、AbemaTV） - 月曜MC

### 映画
- 下妻物語サイドストーリー 一角獣初恋ものがたり（2004年）（DVD収録の短編作品） - 直樹 役（当時は“小島義雄”表記）
- 神様のパズル（2008年） - 体育会系の学生 役
- 海の金魚（2010年）
- あらうんど四万十 ―カールニカーラン―（2015年） - 小出武のいとこ 役
- トリック劇場版 ラストステージ（2014年） - 水中レポーター 役
- 内村さまぁ〜ず THE MOVIE エンジェル（2015年）
- 映画 仮面ライダーガッチャード ザ・フューチャー・デイブレイク（2024年） - 但馬鉄男 役[44]

### ドラマ
- お台場探偵羞恥心 ヘキサゴン殺人事件（2008年） - 小島よしお 役
- 33分探偵（2008年） - 情報屋 役
- 土曜ワイド劇場「100の資格を持つ女3」（テレビ朝日、2010年） - インストラクター 役
- 月曜ゴールデン「警視庁心理捜査官・明日香」（TBS、2011年） - 遠野信冶 役
- 都市伝説の女 Part2 第3話（テレビ朝日、2013年） - 清水政文 役
- 新・刑事吉永誠一 第9話（テレビ東京、2014年12月12日）
- 牙狼-GARO- -魔戒烈伝- 第11話（テレビ東京、2016年） - カズマ 役
- 第14回テレビ朝日21世紀新人シナリオ大賞「夏目家どろぼう綺談」（2016年1月3日、テレビ朝日） - 通行人 役
- トットちゃん! 第5話（テレビ朝日、2017年10月6日）
- 警視庁・捜査一課長 Season6 第5話（2022年5月12日、テレビ朝日） - 太平洋和 役
- 今日からヒットマン 第4話（2023年11月17日、テレビ朝日） - 小島よしお 役
- 御上先生 第1話（2025年1月19日、TBS） - 小島光太郎 役

### 舞台
- 舞台「アンフェアな月」第2弾 〜刑事・雪平夏見シリーズ〜 殺してもいい命（2019年6月21日 - 30日） - 迫田勝 役

### テレビアニメ
- HUGっと!プリキュア（2018年 - 2019年、朝日放送テレビ） - ジンジン 役[45]、男性スタッフ(A) 役、助監督 役

### 劇場アニメ
- クレヨンしんちゃん ちょー嵐を呼ぶ 金矛の勇者（2008年） - 歌のお兄さん 役
- よなよなペンギン（2009年、マッドハウス） - デビル 役
- 映画ドラえもん 新・のび太の日本誕生（2016年3月5日） - クラヤミ族 役[46]
- 映画コラショの海底わくわく大冒険!（2019年2月1日）[47]
- クレヨンしんちゃん 新婚旅行ハリケーン 〜失われたひろし〜（2019年4月19日） - 本人役[48]

### 吹き替え
- 白雪姫（2025年） - ごきげん 役[49]

### ナレーション
- 7男4女爆笑ビンボー大家族! 笑いと涙の5年間 春の値上げラッシュで大変だぁSP（日本テレビ、2008年4月15日）

### ラジオ
- TOMORROW（2007年7月 - 9月、J-WAVE） - 火曜日準レギュラー候補
- 小島よしお ちゅぱちゅぱ ちゅっぱっぴー（文化放送） - 初冠番組
- 寺島尚正 ラジオパンチ!（2008年10月31日、文化放送） - ピンチヒッター、番組名は「小島よしお ラジオパンチ!」
- はるな愛と小島よしおの「男のホンネ女の?ホンネ」（2009年4月 - 9月、ニッポン放送）
- レコメン!（文化放送）
- 松村邦洋と小島よしおと磯山さやかのラジオビバリー昼ズ（2012年9月21日、ニッポン放送） - ゲストパーソナリティ（高田文夫のピンチヒッター）

### CM
- バンダイナムコエンターテインメント（バンダイナムコゲームス）
  - ドラゴンテイマー サウンドスピリット（2007年9月 - ）[50]
  - ドラゴンボールフュージョンズ（2016年）[51]
- サントリー食品インターナショナル「クラフトボス」「VitaminWater」（2007年 2022年） 速水もこみち、上島竜兵と共演。
- 高橋書店「手帳は高橋」（2007年12月 - ） - 2008年のスケジュールはまったくの白紙だという、非常に辛辣な自虐ネタを織り込んだCM。
- ミニストップ「クリスピーブレッド」（2007年12月 - ） - 年末に放映
- アオキーズ・ピザ（東海地区ローカル）
- フタタ
- コナカ
- au沖縄セルラー（沖縄地区ローカル）
- 将軍グループ（2008年 - ）パチンコチェーン店
- サンガリア　氷晶・シャーペット「シャーペット篇」「ビーチ篇」「パウチ篇」（2008年4月 - ）
- 日清食品 カップヌードル しお「よしおより、しお。篇」（2009年4月 - ）
- ソフト・オン・デマンド『企業』（2010年9月 - ）
- トヨタ自動車「BIG SHARE! ラクティスUFOキャッチャー」 - 最後の全員で一緒に車のところに並んでいるシーンで一瞬だけ登場。
- トヨタレンタカー低燃費芸人篇（2012年9月 - ）
- シダックス（カラオケ） - サッカー日本女子代表（なでしこジャパン）メンバーがメインのCMだが、柴田かよこと夫婦役で出演。
- NEXON「テイルズウィーバー」（2012年2月 - ） - ダンディ坂野と共演
- O-PUS（宮崎県に本社があるナカヤマが運営のパチンコ・スロット店、宮崎ローカル 2012年-）※イメージキャラクターとして織り込み広告にも出ている。
- 千葉市長選挙（千葉テレビ、2013年5月25日まで[52]）
- 千葉銀行「ちばぎんカードローン」
- リクルート『ゼクシィ』（2013年5月 - ）
- スカパーJSAT『スカパー!』（2013年6月 - ）
- アイフル「女子のキモチ」篇（2014年10月 - ）
- Cygames「グランブルーファンタジー」（2016年）[53]
- 「テレビってザワザワ」キャンペーン（山陰地方（島根県・鳥取県ローカル）民放（山陰中央テレビ・山陰放送・日本海テレビ） - 3局キャンペーン・イメージキャラクター（狩野英孝と共に）（2016年）
- フリュー クレヨンしんちゃん 激アツ!おでんわ～るど大コン乱（2017年 - ）[54][55]
- 花王「ハミングFine」（2017年）
- バンダイ『エアロノヴァ』（2018年）[56][57]
- UQコミュニケーションズ「UQ mobile」（2018年）
- MIXI「モンスターストライク」（2019年）
- 東京メトロ「東西線オフピークプロジェクト」（2020年）[58]
- パナソニック「ジアイーノ『Air Yell』プロジェクト」（2021年）
- トヨタカローラ静岡 カロしず60周年オリジナルテレビCM（2021年 - ）[59]
- 自立の 知育玩具サブスクリプションサービス「Cha Cha Cha」（2021年 - ）[60]
- コナミデジタルエンタテインメント 遊戯王ラッシュデュエル 最強バトルロイヤル!!（2021年 - ）[61]
- 最強でんでん
- 森永製菓「チョコボール」（2022年）
- ヤクルト本社「タフマン リフレッシュ」（2023年 - ）
- キッコーマン「大豆麺」（2023年 - ）
- ローソン（2024年 - ）
- アース製薬「アースノーマット」（2024年）[62]
- 東洋水産 マルちゃん正麺（2024年）[63]
- 名古屋市長選挙（2024年）
- イズミ「ゆめタウンのハッピー！ゴールデンウィーク！」(2025年)
- カゴメ・ハウス食品「トマトピーヤカレー」（2025年）[64]
- ACジャパン（2025年）日本食品衛生協会支援キャンペーン「小島よしおと「てあらウィ〜!」」に出演。

### PV
- fripSide「infinite synthesis」（2014年）
- 金子麻友美「ゴジゴジちびゴジラ」（2019年）[65]
- fripSide「infinite Resonance」（2022年）

## 書籍
- 『カロリー関係ねぇ！ 小島よしおのダイエット検定 あと3kg！は知識だけ』日本ダイエット健康協会責任監修、TOKIMEKIパブリッシング、2013年7月。ISBN 9784819112215。
- 『スーパーほいほいよしおじゃんけん』岩崎書店、2015年12月。ISBN 9784265802265。
- 『キッズのココロわしづかみ術』主婦と生活社、2017年4月。ISBN 9784391149968。
- 『ぱちょ～ん』さかしたイラストレーター絵、ワニブックス、2018年8月。ISBN 9784847097058。
- 『べろべろぶりぶり』さかしたイラストレーター絵、ワニブックス、2020年8月。ISBN 9784847099472。

## CD

### シングル
- だいじょうぶスッポンポン・フレンド（2009年5月27日、ランティス、LACM-4618）
  - テレビ東京系アニメ『ケロロ軍曹』15代目エンディングテーマ
- ひとつ500円で買い取らせていただきます（2009年9月30日、FLIGHT MASTER、PCCA-70259）※スベラーズ名義

### アルバム
- よしおのうた（2016年7月27日、日本コロムビア、COZX-1214-5）

## DVD
- 『単独ライブ』シリーズ
  - 単独ライブ「小島よしおのカチョマンテ」（2008年12月24日、ビクターエンタテインメント、VIBZ-5114）
  - 単独ライブ「小島よしおのペチクリカ」 （2009年12月23日、Contents League、CLVS-1041）
- 逃走中5〜run for money〜（2009年6月17日、フジテレビジョン、PCBC-51586）
- 『サンミュージックGETライブ』シリーズ
  - 大爆笑!!サンミュージックGETライブ Vol.1 「出会い」編（2009年8月21日、Contents League、CLVS-1011）
  - 大爆笑!!サンミュージックGETライブ Vol.2 「友情」編（2009年9月18日、Contents League、CLVS-1015）
  - 大爆笑!!サンミュージックGETライブ Vol.3「恋心」編（2009年10月23日、Contents League、CLVS-1023）
  - 大爆笑!!サンミュージックGETライブ Vol.5「惜別」編（2009年12月23日、Contents League、CLVS-1042）
- テディです!（2009年10月9日）アルバトロス 英DVD「Ready Teddy Death」の鳥居みゆきによる実況解説の聞き手を担当
- 爆笑レッドカーペット〜花も嵐も高橋克実〜（2010年3月30日、フジテレビジョン、ANSB-5961/2）
- やりすぎコージーDVD23 爆笑やりすぎゲーム王VSアメトーーク/自己破産芸人!桂楽珍の壮絶人生とラブドール・ときえ（2010年5月26日、よしもとアール・アンド・シー、YRBY-90230）
- 『小島×狩野×エスパー 3P』シリーズ
  - 小島×狩野×エスパー 3P VOL.1（2010年8月6日、東映ビデオ、DSTD-03286）
  - 小島×狩野×エスパー 3P VOL.2（2010年9月21日、東映ビデオ、DSTD-03287）
  - 小島×狩野×エスパー 3P VOL.3（2010年10月21日、東映ビデオ、DSTD-03288）
  - 小島×狩野×エスパー 3P VOL.4（2010年11月21日、東映ビデオ、DSTD-03289）
- 小島よしおのギロスチョピ〜前へ前へ〜（2011年1月26日、よしもとアール・アンド・シー、YRBN-90156）
- クイズ!ヘキサゴンII 2010合宿スペシャル（2011年6月1日、フジテレビジョン、PCBC-51613）
- 『内村さまぁ〜ず』シリーズ
  - 内村さまぁ〜ず vol.30（2011年6月22日、アニプレックス、ANSB-5810）
  - 内村さまぁ〜ず vol.32（2011年10月5日、アニプレックス、ANSB-5812）
- 人狼〜嘘つきは誰だ?〜 4（2014年12月3日、フジテレビジョン、PCBC-52334）
- 七人のコント侍 第5期 BEST SELECTION（2014年12月17日、NHKエンタープライズ、PCBE-54743）